# Transport ferroviaire en Australie
Le transport ferroviaire australien compte un réseau de lignes ferroviaires long de 33 819 km (dont 2 540 km sont électrifiés). Le chemin de fer commença à diverses dates dans les différentes colonies (voir la chronologie ci-dessous). Les premières compagnies privées qui lancèrent les premières lignes éprouvèrent de grandes difficultés dans un continent éloigné, très étendu et faiblement peuplé. Les chemins de fer gouvernementaux ont rapidement absorbé la plupart des lignes privées. Bien que les diverses colonies aient reçu de Londres des conseils pour choisir un écartement des rails commun, elles finirent par retenir des écartements différents, créant un chaos qui n'a été que partiellement rectifié jusqu'ici.
Il participe au transport en Australie.

## Histoire
Les premières tentatives de construction de ligne de chemin de fer en Australie furent le fait de sociétés privées, basées dans les colonies existantes de Nouvelle-Galles du Sud, du Victoria et d'Australie-Méridionale. La première ligne, à traction hippomobile fut ouverte en 1854 en Australie du Sud, et c'est dans l'État de Victoria que fut mise en service la même année la première ligne à traction vapeur.
Les compagnies privées se sont rapidement trouvées dans des difficultés financières, et furent reprises par les différents gouvernements, le développement du rail étant considéré d'intérêt public.
Malgré les conseils de Londres en faveur de l'adoption d'une norme commune d'écartement des rails, dans l'hypothèse où les lignes des différents États finiraient par se rejoindre, différents écartements furent adoptées par les États et même à l'intérieur de ceux-ci, ce qui est resté une source de problèmes depuis lors.

### DuXIXesiècleau début duXXe
Dans les années 1890, des négociations furent engagées sur la fédération des six colonies dans une nation unifiée. L'un des points de discussion portait sur l'extension que les chemins de fer devaient avoir sous une responsabilité fédérale. La nouvelle constitution autorisa la reprise des chemins de fer des États par le gouvernement fédéral, avec l'accord de chaque État, et la construction de chemins de fer fédéraux, également avec l'accord de chaque État. 
L'électrification a commencé seulement à l'orée du XXe siècle et des lignes furent électrifiées dans les quatre États suivants :
- Melbourne à partir de 1919 en courant continu 1 500 V.
- Sydney à partir de 1926 en courant continu 1 500 V.
- Brisbane et État du Queensland à partir de 1976 en courant alternatif 25 kV 50 Hz.
- Perth à partir de 1986 en courant alternatif 25 kV 50 Hz.

### Développements au cours duXXesiècle
Des tentatives de régler la question des écartements de voie se sont poursuivies en vain jusqu'à la fin de l'année 2005. Par exemple, la ligne Serviceton du Mount Gambier est isolée par son écartement et n'a aucune valeur opérationnelle. Les différents gouvernements et les intérêts privés se disputent sur la question de savoir qui doit payer pour résoudre ce problème.
Alors que le gouvernement national a investi d'importantes sommes dans le réseau routier, comme le chemin de fer était exploité par des entreprises publiques, il n'a que peu investi dans le rail, principalement pour les travaux de standardisation des écartements dans le cadre du plan Wentworth et du One National.
Reconnaissant que l'équilibre route / rail n'était pas assuré, le plan Auslink a été lancé afin de permettre au système ferroviaire d'accéder aux financements publics sur les mêmes bases que le transport routier.

### Chronologie
- 1854 - État du Victoria - 5' 3".
- 1855 - Nouvelle-Galles du Sud - 4' 8 ½"
- 1856 - Australie-Méridionale - 5' 3" et 3' 6".
- 1865 - Queensland - 3' 6".
- 18__ - Tasmanie - 5' 3" converti en  3' 6".
- 189_ - Australie-Occidentale - 3' 6".
- 1915 - Commonwealth - 4' 8½" - took over some SA 3' 6" lines.

## Longueur des lignes par écartement
- Voie large: (1600 mm) 4 017 km
- Voie normale: (1435 mm) 17 678 km
- Voie métrique: (1067 mm) 15 160 km
- Voie étroite:   (610 mm) 4 150 km (Tramways pour la canne à sucre)
- Double écartement: 281 km

Source : Australian Bureau of Statistics (2002)

## Services ferroviaires nationaux
- Queensland Rail, Citytrain et Traveltrain
- CountryLink et CityRail
- V/Line
- Transwa

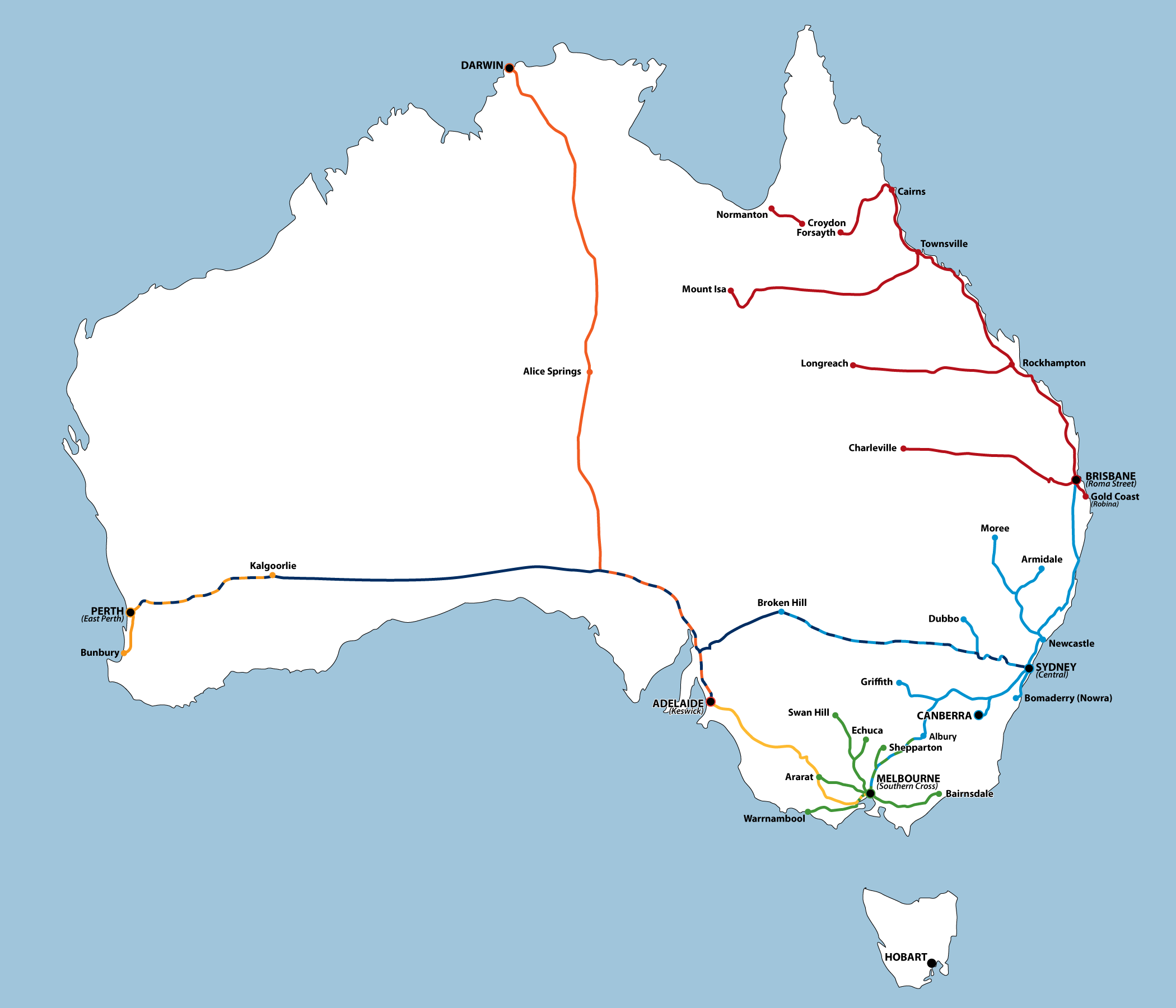
Carte des lignes de chemins de fer pour passagers en service en Australie
Lignes propriétés du gouvernement fédéral:
Queensland Rail, Citytrain et Traveltrain
CountryLink et CityRail
V/Line
Transwa
Lignes de la Great Southern Railway:
Indian Pacific
The Overland
The Ghan

Les principales lignes inter-États sont soit la propriété du gouvernement du Commonwealth soit gérées par lui par l'intermédiaire de l'Australian Rail Track Corporation, dont le rôle est de gérer et de maintenir le réseau et de le mettre à disposition des exploitants ferroviaires. 
Le Great Southern Railway, filiale de Serco, exploite trois services voyageurs :
- l'Indian Pacific (Sydney-Adélaïde-Perth)
- Le Ghan (Adélaïde-Alice Springs-Darwin)
- L'Overland (Melbourne-Adélaïde)

La liaison voyageurs CountryLink, propriété de l'État de Nouvelle-Galles du Sud, relie Canberra et  Melbourne via Sydney. Depuis que le prolongement du Ghan d'Alice Springs a été réalisé en 2004, les principaux chefs-lieux de l'Australie sont, pour la première fois, tous reliés par des lignes à voie normale.
Pacific National est la plus grande entreprise ferroviaire d'Australie dans le secteur du fret. Son activité s'étend dans tous les États et dans les Territoires du Nord. C'est une entreprise conjointe, à 50/50 de Toll Holdings et de Patrick Corporation. 
En janvier 2006, Pacific National semble conduit à un éclatement, du fait d'un différend entre les maisons-mères à propos des contrats à bas prix de Pacific National pour des chargements de Toll Holdings et d'une enchère hostile de Toll Holdings pour prendre le contrôle de Patrick Corporation.

## Service urbains et régionaux
- V/Line exploite des lignes ferroviaires régionales, ainsi que des lignes de bus dans l'État de Victoria (Voir  Liste des gares du Victoria)
- Connex Melbourne exploite le réseau ferroviaire suburbain de Melbourne
- Yarra Trams exploite le réseau de tramway de Melbourne

- RailCorp est l'organisme gouvernemental chargé de la gestion de tous les services ferroviaires voyageurs dans la Nouvelle-Galles-du-Sud. Il supervise deux services indépendants :
  - CityRail qui exploite le réseau ferroviaire suburbain de Sydney et des zones environnantes telles que Newcastle et la Côte méridionale.
  - CountryLink qui exploite des services ferroviaires voyageurs dans le reste de la Nouvelle-Galles-du-Sud.
  - Voir aussi Skitube Alpine Railway, un chemin de fer privé de Nouvelle-Galles-du-Sud.

- Queensland Rail (QR) exploite les services ferroviaires du Queensland, dont :
  - CityTrain dans le sud-est du Queensland (Réseau ferroviaire suburbain de Brisbane) dans le cadre de TransLink.
  - TravelTrain commercialise des circuits et des services voyageurs à longues distances dans le Queensland.

- Transperth est le nom commercial du système de transport public de Perth, dont le réseau ferroviaire suburbain, qui est exploité par Transwa (précédemment connu sous le nom de « Westrail »). Dessert la gare de Bunbury.

- TransAdelaide exploite le réseau ferroviaire suburbain d'Adelaïde
- Tramway d'Adelaïde-Glenelg

- Métro léger de Gold Coast

Tous les exploitants de fret ferroviaire de Nouvelle-Galles du Sud ont été privatisés depuis 2002.
La Rail Infrastructure Corporation est chargée de la maintenance et du développement de l'infrastructure ferroviaire : voies, caténaires, etc.

## Chemins de fer privés

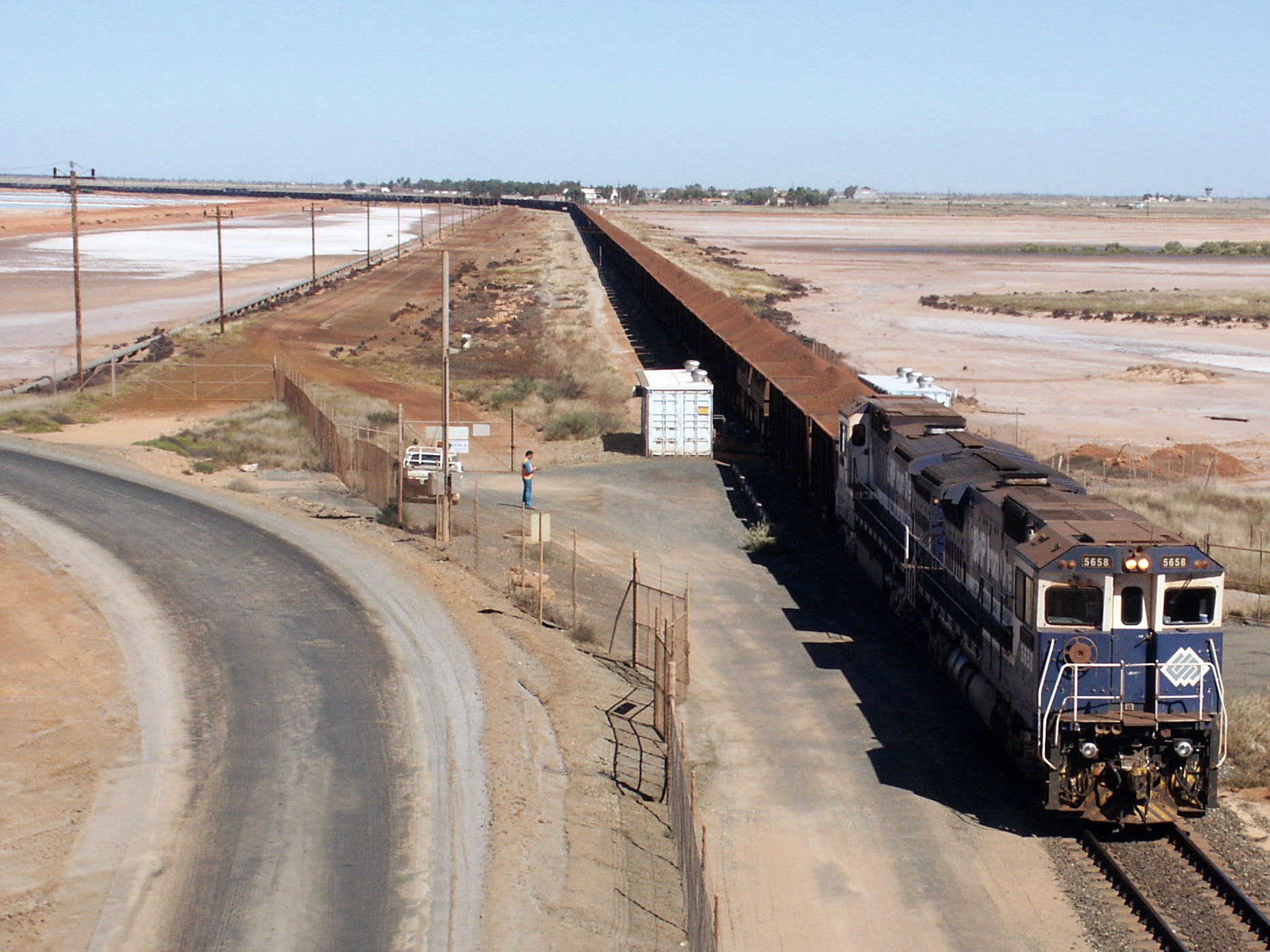
Train en provenance d'une mine de fer arrivant à Port Hedland, en Australie occidentale, en 2003.

Les tramways à voie de 610 mm pour le transport de canne à sucre ont toujours été exploités par des groupes privés associés avec les sucreries importantes.
Quatre lignes isolées de fret lourd pour le charroi de minerai de fer dans la région de Pilbara dans le Nord-Ouest de l'Australie occidentale ont toujours été exploitées par des groupes privés intégrés dans le processus de production entre les mines et les ports. Ces lignes ont poussé à leur limite extrême les performances de l'interface roue-rail conduisant à des recherches profitables aux chemins de fer du monde entier.
En 2005, une cinquième ligne minière a été projetée vers le port de North Geraldton, permettant un accès ouvert à toute mine de fer souhaitant l'utiliser.